# Maison Robevi
La maison Robevi ou maison des Robev est une habitation ottomane traditionnelle de la ville d'Ohrid, en Macédoine du Nord. Elle a été construite dans son état actuel en 1863-1864 par Todor Petkov. Aujourd'hui, la maison est un monument culturel protégé et appartient à l'Institut de protection des monuments culturels et au Musée national.

## Histoire

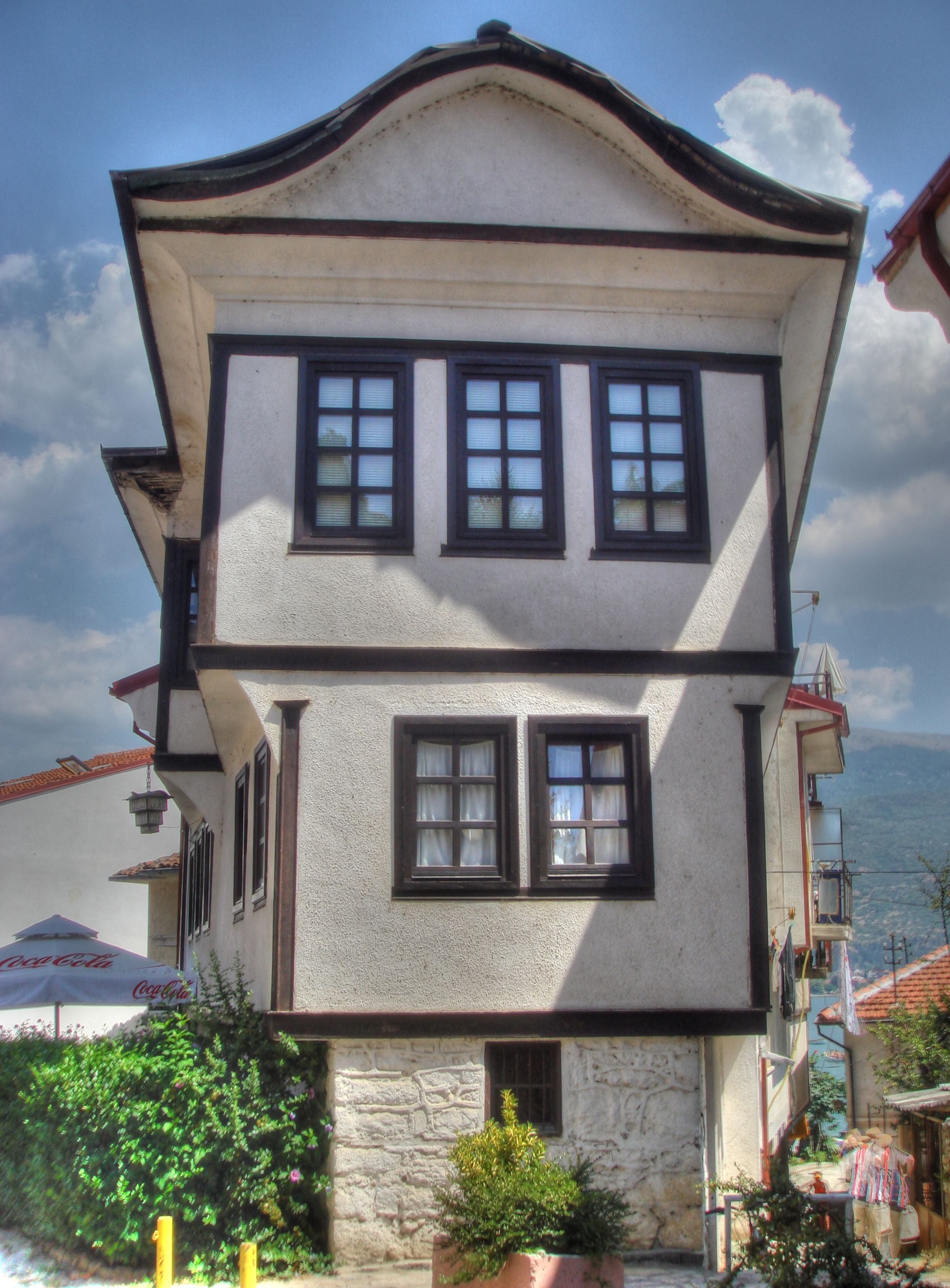
Maison de la famille Kanevce, autre exemple de l'architecture traditionnelle d'Ohrid

## Musée

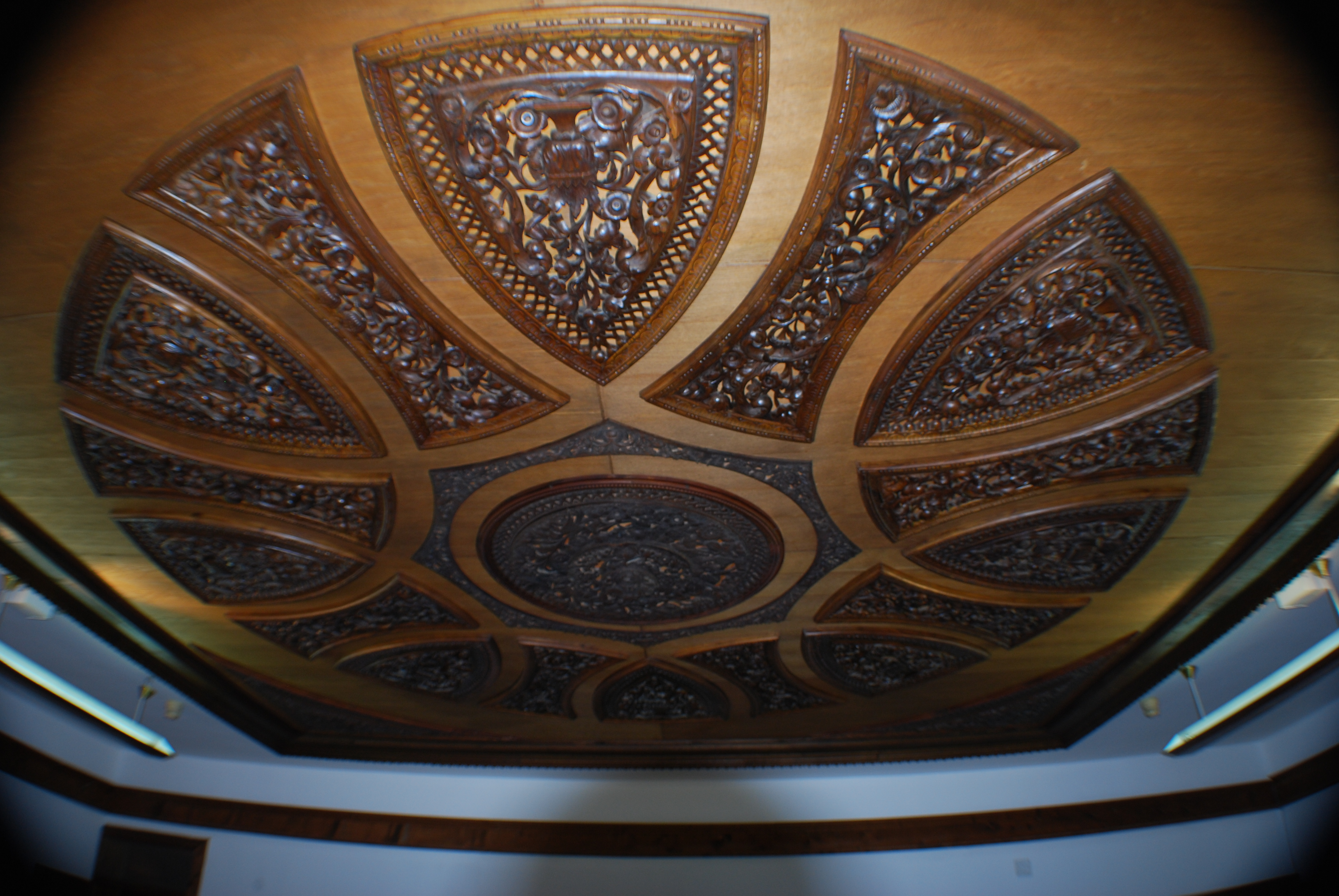
Le plafond du troisième étage

## Curiosités

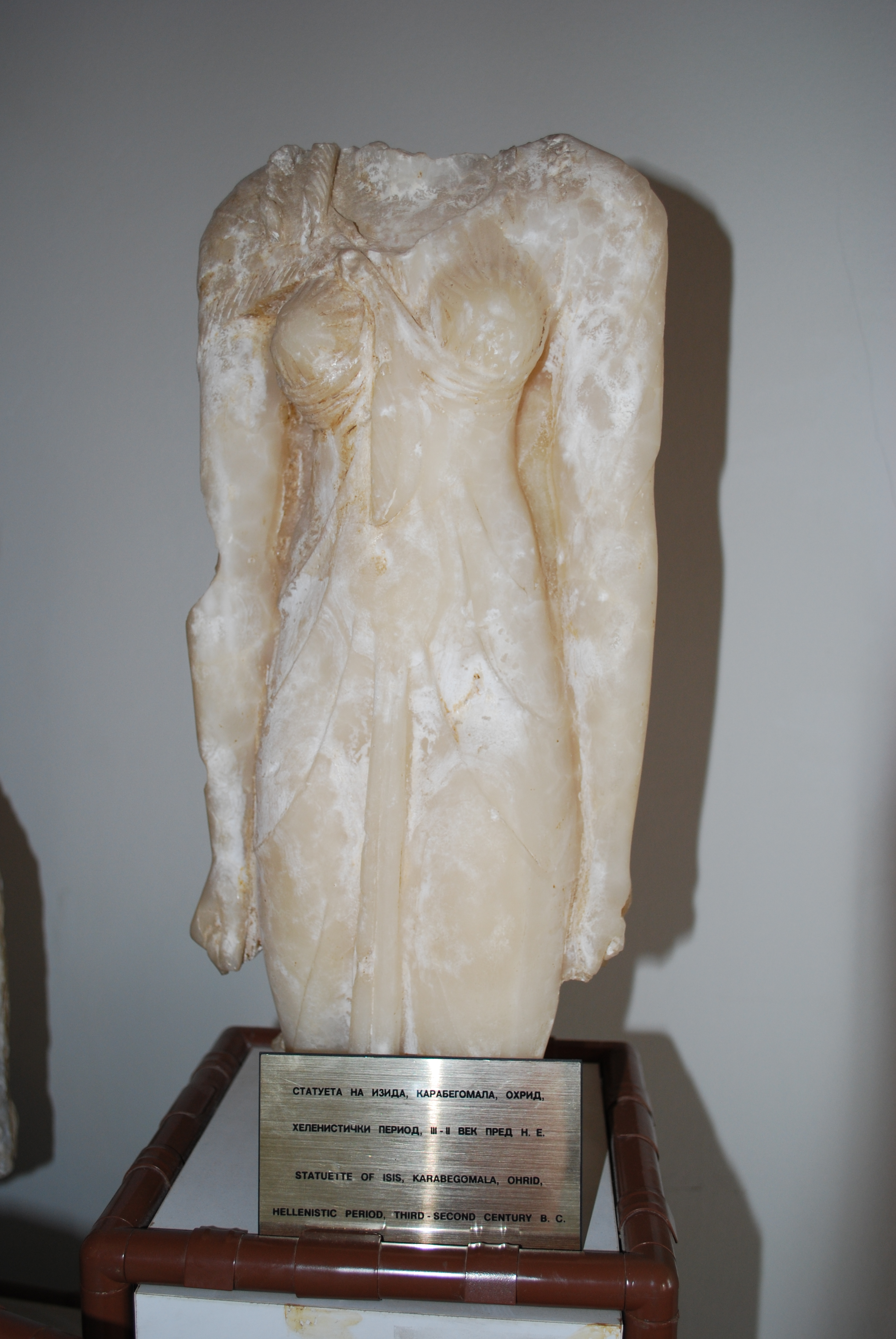
Le torse de la déesse égyptienne Isis

Le « torse de la déesse Isis » exposé dans la maison Robevi est imprimé sur le billet de banque de 10 denars macédoniens. Le torse d'Isis peut être daté du IIe siècle av. J.-C.